# Makarkinia kerneri
Mararkinia kerneri (лат.) — вид ископаемых насекомых из рода Makarkinia. Обнаружены в отложениях из Формации Крато в Бразилии возрастом в 122 млн лет.

## Описание
Видовое название дано в честь Андреаса Кернера, кто пожертововал экземпляр учёным из своей личной коллекции. Крыло заметно меньше, чем у родственного вида — Makarkinia adamsi (у Makarkinia adamsi крыло достигает размера 140—160 мм, у Makarkinia kerneri — достигало размера 100—120 мм (при этом сохранилось только 78 мм из всего крыла). Верх крыла с ребристыми чешуйками умеренно выдаётся, MP с четырьмя ветвями. На крыле располагается глазчатое пятно. Ширина крыла была около 45 мм (сохранилось 39 мм). Ребристые чешуйки в основании толстые, сужаются к вершине крыла, тонкие по внешнему краю. Костальное пространство умеренно широкое, к вершине непрерывно сужено. Субкостальные жилки относительно широко расставлены, сильно наклонены к вершине, неглубоко раздвоены задними следами, имеющими от одной до четырех коротких гребенчатых ветвей, соединенных друг с другом многочисленными поперечными жилками. Подкостальное пространство довольно широкое, слегка сужено к вершине. ScP и RA дистально сливаются довольно резко; прожилки ScP+ RA не сохранились, вероятно, немногочисленны. RP с шестью ответвлениями; дихотомически разветвлены дистально, особенно сильно RP1, RP2; дистальные ветви идут почти параллельно стволу RP, проксимальные ветви идут под острым углом. МА довольно неглубоко дихотомически разветвлен, но глубже ветвей RP. MP гребенчато-ветвистый, с четырьмя ветвями, направленными вперед; все ветви дихотомически разветвлены дистально. CuA вогнутая, вероятно дихотомически разветвленная дистально (сохранилась не полностью). Масштаб глазного пятна — 5 мм. CuP выпуклый, гребенчато-ветвистый с тремя сохранившимися ветвями. Фрагментарно сохранился АА1. Поперечные жилки между ветвями RP и AA1 очень густые; немного реже в месте под ребристыми чешуйками и RA; редкие или отсутствуют между ветвями концевого ветвления. Трихозоры отсутствуют вдоль переднего края и не видны вдоль наружного края. Щетинки на С вдоль костального края короткие, очень густые, несколько удлиняются и усиливаются к вершине крыла; щетинки вдоль короткие и тонкие. Щетинки на жилках очень короткие; плотные, расположены в несколько неправильных рядов на толстых жилках и расположены в один ряд на тонких продольных жилках, прожилках и поперечных жилках. Мембранные щетинки чаще встречаются в дистальной четверти крыла, становятся редкими или отсутствуют к основанию крыла. Перепонка крыла в целом довольно темная. Цветовой рисунок состоит из глазного пятна, двух темных прерывистых полос и многочисленных более светлых мелких округлых пятен по внешнему краю и мраморных костальных и подреберных промежутков. Глазное пятно хорошо развито, округлое, состоит из трех близко расположенных темно-коричневых колец и центрального пятна. Наружное темное кольцо самое широкое, 11 мм в диаметре. Два внутренних темно-коричневых кольца более узкие; самое внутреннее кольцо ок. 7 мм в диаметре. Центральное пятно бледно-коричневое. Диаметр 3 мм.
Найденное крыло считается задним из-за вогнутости жилки CuA, что характерно для других сетчатокрылых. Этот вид легко отделить от Makarkinia adamsi, если находку интерпретировать как заднее крыло, но теоретически он может быть конспецифичен с Makarkinia adamsi, если находка представлена передним крылом. К сожалению, сохранившееся крыло Makarkinia adamsi еще более фрагментарно, чем у Makarkinia kerneri, и не позволяет уверенно определить, представляет ли находка собой заднее или переднее крыло. Лишь немного более широкое костальное пространство и большие размеры Makarkinia adamsi по сравнению с Makarkinia kerneri означает, что находка с Makarkinia adamsi может быть передним крылом. Однако эти особенности не являются окончательными. Цветовой рисунок и детали жилкования этих крыльев достаточно отличают их друг от друга, чтобы их можно было рассматривать как принадлежащие к двум разным видам, по крайней мере, до тех пор, пока не будут найдены более полные экземпляры этого рода.